# Macrogyrus striolatus
Macrogyrus striolatus là một loài bọ cánh cứng trong họ van Gyrinidae. Loài này được Guérin-Meneville miêu tả khoa học năm 1830.